# Ataka
Ataka (russisk: Атака) er en sovjetisk spillefilm fra 1986 af Igor Nikolajev.

## Medvirkende
- Sergej Tjekan som Timofej Jermakov
- Aleksandr Novikov som Igor Linjov
- Vasilij Popov som Pavel Prokhorovitj Ordyntsev
- Valerij Tsvetkov
- Svetlana Konovalova som Tatjana Saveljeva